# Lasnierita
La lasnierita és un mineral de la classe dels fosfats. Rep el nom en honor del professor Bernard Lasnier (1938-), president del Centre de Recherches Gemmologiques de Nantes, a França.

## Característiques
La fórmula química d'aquest fosfat és: (Ca,Sr)(Mg,Fe2+)₂Al(PO₄)₃, i cristal·litza en el sistema ortoròmbic. Va ser aprovada com a espècie vàlida per l'Associació Mineralògica Internacional l'any 2018, sent publicada per primera vegada el 2019.
L'exemplar que va servir per a determinar l'espècie, el que es coneix com a material tipus, es troba conservat a les col·leccions del Museu Nacional d'Història Natural, a París (França), amb el número de registre: mnhn 217.001.

## Formació i jaciments
Va ser descrita a Sahatsiho Ambohimanjaka, a Ambositra (Amoron'i Mania, Madagascar), associada a latzulita i quars, tractant-se de l'únic indret de tot el planeta on ha estat descrita aquesta espècie mineral.